# Odorrana lipuensis
Espèce
Odorrana lipuensis est une espèce d'amphibiens de la famille des Ranidae.

## Répartition
Cette espèce est endémique du Guangxi en République populaire de Chine. Elle se rencontre dans une grotte karstique du xian de Lipu.

## Description
Les 4 spécimens adultes mâles observés lors de la description originale mesurent entre 40,7 mm et 47,7 mm de longueur standard et les 4 spécimens adultes femelles observés lors de la description originale mesurent entre 51,1 mm et 55,4 mm de longueur standard.

## Étymologie
Son nom d'espèce, composé de lipu et du suffixe latin -ensis, « qui vit dans, qui habite », lui a été donné en référence au lieu de sa découverte, le xian de Lipu.

## Publication originale
- Mo, Chen, Wu, Zhang & Zhou, 2015 : A new species of Odorrana inhabiting complete darkness in a karst cave in Guangxi, China. Asian Herpetological Research, vol. 6, p. 11–17 (texte intégral).